# Trichomanes fallax
Trichomanes fallax là một loài thực vật có mạch trong họ Hymenophyllaceae. Loài này được Christ miêu tả khoa học đầu tiên năm 1909.